# سیارک ۵۸۰۶
سیارک ۵۸۰۶ (به انگلیسی: 5806 Archieroy، نامگذاری:1986AG1) پنج هزار و هشتصد و ششمین سیارک کشف شده‌است که در ۱۱ ژانویه ۱۹۸۶ کشف شد.
قدر مطلق سیارک برابر ۱۳٫۲۰ است.